# Minolta Dynax 9xi

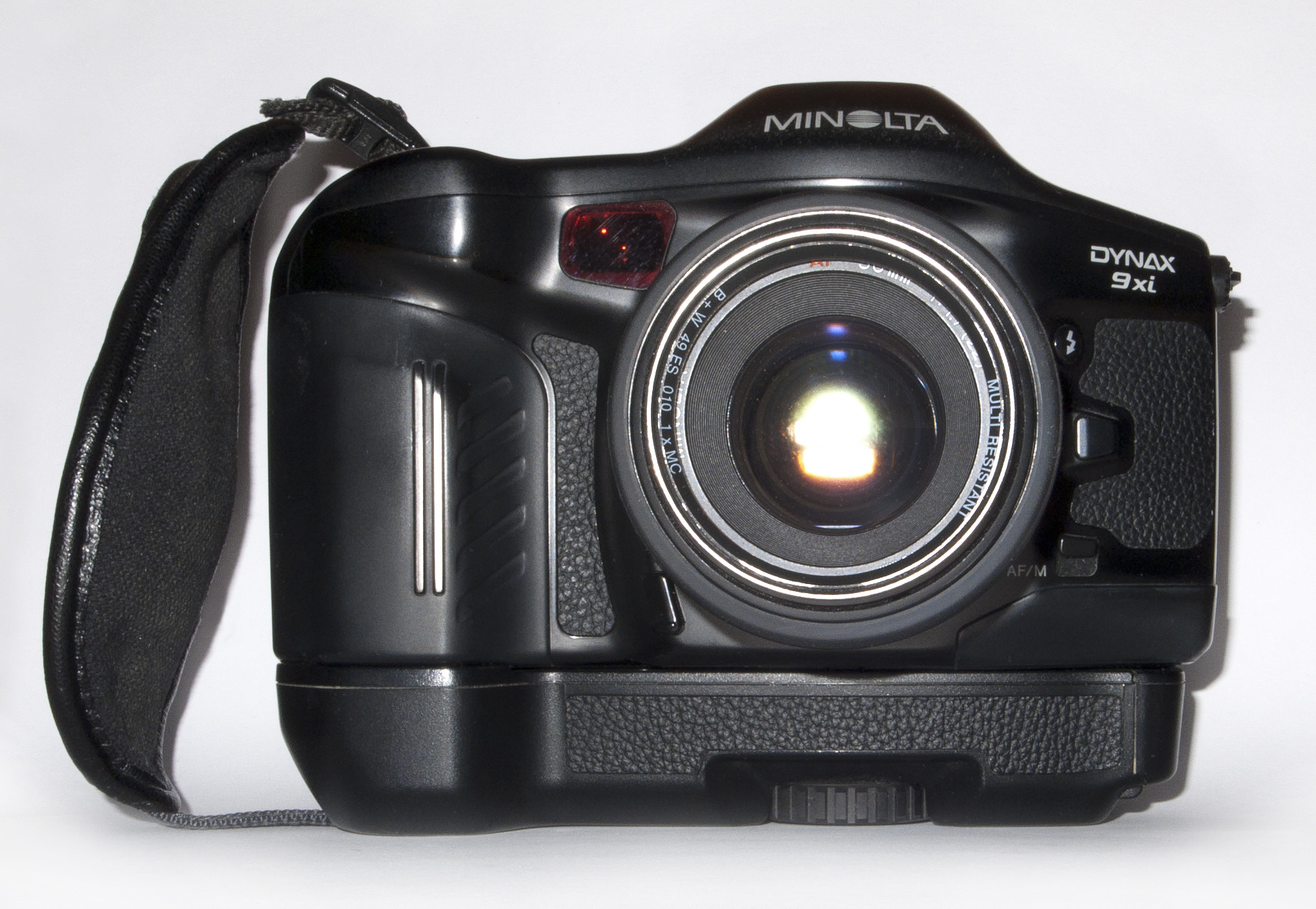
Minolta 9xi mit Batteriepack BP-9xi und AF 1.7/50 mm Objektiv

Die Minolta Dynax 9xi (in den USA: Minolta Maxxum 9xi, in Japan: Minolta α-9xi) ist eine professionelle Autofokus-Spiegelreflexkamera für Kleinbildfilm, die im Juni 1992 von Minolta vorgestellt wurde; die Kamera löste die Minolta 9000 von 1985 als Spitzenmodell der KB-AF-SLR-Kameras ab.
Das "xi" in der Modellbezeichnung steht für "eXpert Intelligence" und soll ausdrücken, dass die den Kameras zugrundeliegenden Technologien auf dem Fachwissen von Foto-Experten basieren; zu den mit der xi-Generation eingeführten Neuerungen zählen u. a. die Verwendung von Fuzzy-Logic und Expertenwissen in den Kameraprogrammen sowie zusätzliche Automatikfunktionen: So sind beispielsweise einige der mit der xi-Serie neu eingeführten Objektive mit einem Motorzoom ausgestattet (xi-Serie). Weitere Neuerungen bilden das transparente LCD-Grafikdisplay unter der Sucherscheibe, das Statusinformationen in das Sucherbild einblenden kann, sowie die Bedienung mit zwei Einstellrädern, wie sie bereits von Kameras der Canon-EOS-Modellreihe bekannt war.

## Merkmale und Ausstattung
Die Dynax 9xi verfügte mit 1/12.000 Sekunde und 1/300 Sekunde über die kürzeste Verschlusszeit und Blitzsynchronzeit aller Kleinbild-Spiegelreflexkameras. Darüber hinaus bot sie eine maximale Bildfrequenz von bis zu 4,5 Bildern pro Sekunde.
Im Gegensatz zu ihren Schwestermodellen für das Consumer-Segment verfügte sie nicht über ein integriertes Blitzgerät.
Ansonsten verfügte die 9xi über eine vollständige Ausstattung; dazu gehörte u. a. eine Abblendtaste, ein Blitzsynchronanschluss sowie die komplette Palette an Belichtungsmessmethoden (Spot-, Integral- oder Mehrfeldmessung) und Aufnahmeprogrammen (Programmautomatik, Blendenautomatik, Zeitautomatik und komplett manuelle Belichtung), AF-Hilfslicht usw. Die Funktionalität der Kamera konnte durch Chipkarten individualisiert oder erweitert werden.

## xi-Modellreihe
Die Kamera gehört – neben der 7xi, 5xi, 3xi und SPxi (jeweils ab 1991) sowie der 2xi (ab 1992) – zur xi-Serie und damit zur dritten Generation von Autofokuskameras; die Bezeichnung Dynax wurde in Deutschland erst mit der i-Serie (1988 ff.) eingeführt; in den USA wurde bereits die AF-Serie unter der Produktbezeichnung Maxxum vermarktet.